# Nazionale maschile di pallacanestro del Camerun
La nazionale di pallacanestro del Camerun è la rappresentativa cestistica del Camerun ed è posta sotto l'egida della Fédération Camerounaise de Basketball.

## Piazzamenti

### Campionati africani
- 1972 - 8°
- 1974 - 4°
- 1992 - 8°
- 2007 -  2º
- 2009 - 4°

- 2011 - 7°
- 2013 - 5º
- 2015 - 9°
- 2017 - 5°
- 2021 - 16°

## Formazioni

### Campionati africani
Campionato africano maschile di pallacanestro 19924 Touomou, 5 Ewodo Beyala, 6 Ntep Ntep, 7 Lengue, 8 Pouna, 9 Touomou, 11 Djadjo, 12 Nghoguia, 13 Moala, 14 Nanfack Zanguim, 15 Mbomiko,        All. -
Campionato africano maschile di pallacanestro 20074 N'Kembe, 5 Vounang, 6 Bayang, 7 Elong, 8 Ekanga-Ehawa, 9 Owona, 10 Mbah a Moute, 11 Ndongo, 12 Bitee, 13 Bouli, 14 Tatchoum, 15 Essengué,        All. Lazare Adingono
Campionato africano maschile di pallacanestro 20094 Bayang, 5 Makanda, 6 Bitee, 7 Mekongo, 8 Nana, 9 Ekanga-Ehawa, 10 Bouli, 11 Wangmene, 12 Vounang, 13 Boumtje-Boumtje, 14 Essengué, 15 Aboya,        All. Joseph Touomou
Campionato africano maschile di pallacanestro 20114 Manyaka, 5 Makanda, 6 Bitee, 7 Ndongo, 8 Bayang, 9 Nengsu, 11 Rodgers, 12 Aboya, 13 Wangmene, 14 Owona, 15 Essengué,        All. Lazare Adingono
Campionato africano maschile di pallacanestro 20134 Pitard, 5 Curti, 6 Wangmene, 7 Mekongo, 8 Bayang, 9 Nzeulie, 10 Moundou-Missi, 11 Tchoubaye, 12 Vounang, 13 Mbah a Moute, 14 Aboya, 15 Essengué,        All. Lazare Adingono
Campionato africano maschile di pallacanestro 20154 Moto, 5 Curti, 6 Bitee, 7 Kadji, 8 Nana, 9 Nzeulie, 10 Njoya, 11 Tchoubaye, 12 Wangmene, 13 Siakam, 14 Moundou-Missi, 15 Essengué,        All. Michel Perrin
Campionato africano maschile di pallacanestro 20174 Moto, 5 Ngijol, 6 Mbala, 7 Bogmis, 9 Essome, 10 Njoya, 11 Kamen, 12 Ngwese, 13 Affia Ambadiang, 14 Yangue, 15 Kome,        All. Antônio Barbosa
Campionato africano maschile di pallacanestro 20217 Pitard, 8 Gbetkom, 9 Nzeulie, 11 Tchoubaye, 12 Mouaha, 13 Narace, 15 Kome, 23 Mbala, 24 Strawberry, 26 Bayehe, 34 Andela, 35 Kadji,        All. Lazare Adingono
Campionato africano maschile di pallacanestro 20254 Lele, 5 Seini, 7 Choh, 8 Gbetkom, 11 Eyaga Bidias, 21 Missi, 23 Ateba, 25 Moute a Bidias, 26 Bayehe, 44 Narace, 68 Hill, 00 Eboua,       All. Alfred Aboya

## Nazionali giovanili
- Nazionale Under-18
- Nazionale Under-16